# Avenay
Avenay és un municipi francès situat al departament de Calvados i a la regió de Normandia. L'any 2007 tenia 504 habitants.

## Demografia

### Població
El 2007 la població de fet d'Avenay era de 504 persones. Hi havia 180 famílies de les quals 32 eren unipersonals (16 homes vivint sols i 16 dones vivint soles), 52 parelles sense fills, 80 parelles amb fills i 16 famílies monoparentals amb fills.
La població ha evolucionat segons el següent gràfic:
Habitants censats

### Habitatges
El 2007 hi havia 185 habitatges, 180 eren l'habitatge principal de la família, 4 eren segones residències i 1 estava desocupat. 183 eren cases i 1 era un apartament. Dels 180 habitatges principals, 169 estaven ocupats pels seus propietaris, 9 estaven llogats i ocupats pels llogaters i 2 estaven cedits a títol gratuït; 2 tenien una cambra, 3 en tenien dues, 18 en tenien tres, 41 en tenien quatre i 116 en tenien cinc o més. 124 habitatges disposaven pel capbaix d'una plaça de pàrquing. A 52 habitatges hi havia un automòbil i a 119 n'hi havia dos o més.

### Piràmide de població
La piràmide de població per edats i sexe el 2009 era:
| Homes | Edats   | Dones |
| ----- | ------- | ----- |
| 0     | 95 o +  | 0     |
| 0     | 90 a 94 | 0     |
| 0     | 85 a 89 | 0     |
| 0     | 80 a 84 | 8     |
| 12    | 75 a 79 | 20    |
| 0     | 70 a 74 | 4     |
| 12    | 65 a 69 | 4     |
| 8     | 60 a 64 | 12    |
| 4     | 55 a 59 | 8     |
| 20    | 50 a 54 | 12    |
| 24    | 45 a 49 | 36    |
| 12    | 40 a 44 | 8     |
| 8     | 35 a 39 | 8     |
| 20    | 30 a 34 | 4     |
| 16    | 25 a 29 | 12    |
| 16    | 20 a 24 | 12    |
| 8     | 15 a 19 | 16    |
| 8     | 10 a 14 | 4     |
| 0     | 5 a 9   | 12    |
| 8     | 0 a 4   | 16    |

## Economia
El 2007 la població en edat de treballar era de 319 persones, 260 eren actives i 59 eren inactives. De les 260 persones actives 242 estaven ocupades (123 homes i 119 dones) i 18 estaven aturades (10 homes i 8 dones). De les 59 persones inactives 22 estaven jubilades, 22 estaven estudiant i 15 estaven classificades com a «altres inactius».

### Ingressos
El 2009 a Avenay hi havia 180 unitats fiscals que integraven 523,5 persones, la mediana anual d'ingressos fiscals per persona era de 20.516 €.

### Activitats econòmiques
Dels 4 establiments que hi havia el 2007, 3 eren d'empreses de construcció i 1 d'una empresa financera.
Dels 2 establiments de servei als particulars que hi havia el 2009, 1 era un paleta i 1 fusteria.
L'any 2000 a Avenay hi havia 9 explotacions agrícoles que ocupaven un total de 522 hectàrees.

## Equipaments sanitaris i escolars
El 2009 hi havia una escola elemental.

## Poblacions més properes
El següent diagrama mostra les poblacions més properes.